# Daniel Dumbravanu
Corneliu Cotogoi (Bălți, 22 de julio de 2001) es un futbolista moldavo que juega en la demarcación de defensa para la CFR Cluj de la Liga I de Rumania.

## Selección nacional
Tras jugar con la selección de fútbol sub-17 de Moldavia, finalmente hizo su debut con la selección absoluta el 31 de marzo de 2021 en un partido de clasificación para la Copa Mundial de Fútbol de 2022 contra Israel que finalizó con un resultado de 1-4 a favor del combinado israelí tras el gol de Cătălin Carp para Moldavia, y los goles de Eran Zahavi, Manor Solomon, Moanes Dabour y de Bibras Natkho.

## Clubes
| Club                          | País     | Año       | Partidos | Goles |
| ----------------------------- | -------- | --------- | -------- | ----- |
| F. C. Bălți                   | Moldavia | 2017-2018 | 4        | 0     |
| Genoa C. F. C.                | Italia   | 2018-2020 | 0        | 0     |
| Delfino Pescara 1936 (cedido) | Italia   | 2020      | 0        | 0     |
| Genoa C. F. C.                | Italia   | 2020-2021 | 1        | 0     |
| Lucchese 1905 (cedido)        | Italia   | 2021-2022 | 4        | 0     |
| A. C. N. Siena 1904 (cedido)  | Italia   | 2022      | 9        | 0     |
| APOEL de Nicosia (cedido)     | Chipre   | 2022-2023 | 0        | 0     |
| SPAL                          | Italia   | 2023-2024 | 1        | 0     |
| A. C. R. Messina (cedido)     | Italia   | 2024      | 14       | 0     |
| Lucchese 1905                 | Italia   | 2024-2025 | 6        | 0     |
| A. C. R. Messina (cedido)     | Italia   | 2025      | 13       | 0     |
| CFR Cluj                      | Rumania  | 2025-     |          |       |